# Prymasowski Komitet Pomocy Osobom Pozbawionym Wolności i ich Rodzinom
Prymasowski Komitet Pomocy Osobom Pozbawionym Wolności i ich Rodzinom (znany również pod nazwą: Prymasowski Komitet Pomocy Internowanym lub Komitet na Piwnej) – społeczno-kościelna instytucja charytatywna, powołana pod patronatem prymasa kard. Józefa Glempa 17 grudnia 1981 w reakcji na internowanie działaczy politycznych i ludzi kultury po wprowadzeniu stanu wojennego, działająca w okresie 1981–1983 przy warszawskim kościele św. Marcina. Komitet koordynował oraz inicjował działalność duszpasterską wśród internowanych, służył im i ich rodzinom pomocą materialną, prawną, medyczną oraz w zakresie pośrednictwa pracy. 

## Historia
Niezwłocznie po ogłoszeniu stanu wojennego 13 grudnia 1981 przez gen. Wojciecha Jaruzelskiego oraz internowaniu wielu działaczy NSZZ „Solidarność”, struktury kościoła katolickiego włączyły się czynnie w organizowanie pomocy ludziom oraz ich rodzinom dotkniętym skutkami jego wprowadzenia. 15 grudnia 1981 na posiedzeniu Rady Głównej Episkopatu Polski biskupi zgodnie przyjęli zalecenia, skierowane do wszystkich diecezji: 

Uprasza się Księży Biskupów, aby byli łaskawi: 
1. występować do Wojennych Komisarzy Wojewódzkich o zwolnienie internowanych, szczególnie ojców i matek rodzin i chorych,
2. zabiegać o możliwość ewentualnych odwiedzin osób internowanych w okresie świąt Bożego Narodzenia,
3. udzielać rodzinom osób internowanych pomocy moralnej i materialnej,
4. rozważyć możliwość udzielenia księżom dziekanom specjalnych pełnomocnictw dla duszpasterzy,
5. strajkujący robotnicy, tak samo internowani mają prawo do sakramentalnej posługi duszpasterskiej,
6. w kontaktach z przywódcami lub strajkującymi robotnikami przekonywać ich do postawy wyrażonej w komunikacie Rady Głównej z dnia 15 grudnia 1981 r.,
7. proboszczowie wiejskich parafii będą przypominać rolnikom o obowiązkach żywienia społeczeństwa,
8. o zniesienie godziny policyjnej w Warszawie prosi sekretarz Episkopatu,
9. w godzinach policyjnych księża udający się do chorych powinni udać się z legitymacją kapłańską.

Inicjatywa powołania Komitetu była spontaniczna i oddolna, która wyszła przede wszystkim od ludzi skupionych wokół byłego Związku Literatów Polskich, zaniepokojonych nieznanymi losami aresztowanych ludzi w nocy z 12 na 13 grudnia 1981. Pierwsze prace podjęto w lokalu ZLP przy ul. Krakowskie Przedmieście 87/89. Następnie skierowano kroki ku duszpasterzom, najpierw ku kościołowi św. Anny, gdzie była siedziba Duszpasterstwa akademickiego, którą kierował początkowo z własnej inicjatywy, a następnie został wyznaczony przez prymasa Polski, ks. Józef Maj. Podobną akcję podjęto w siedzibie Duszpasterstwa Środowisk Twórczych przy kościele św. Marcina przy ul. Piwnej 9 w Warszawie. Tam też po zawieszeniu ZLP, Komitet znalazł swoją ostateczną siedzibę w klasztorze Sióstr Franciszkanek Służebnic Krzyża.
Dekret Prymasa Polski powołującego Komitet został wydany 17 grudnia 1981. Powstały następnie w wyniku akcji społecznej jego struktury, a z czasem stał się on instytucję kościelną. Pierwsze inicjatywy Komitetu skoncentrowały się wokół pomocy uwięzionym członkom stowarzyszeń twórczych i naukowych, a następnie się rozszerzyły i objęły internowanych działaczy związku NSZZ „Solidarność”. Pierwszą partię pomocy z paczkami żywnościowymi, odzieżą i środkami higienicznymi przekazano już 15 grudnia dzięki staraniom byłego prezesa ZLP Jana Józefa Szczepańskiego. Jego szeregi stanowili ludzie zarówno wierzący jak i niewierzący, a nowo przybyłych nie pytano skąd przychodzą, przyjmując z „otwartymi rękami” każdą osobę dobrej woli, gotową nieść bezinteresowną pomoc pokrzywdzonym i potrzebującym.
Pierwsze posiedzenie założycielskie Komitetu odbyło się 21 grudnia 1981 pod przewodnictwem bp. Władysława Miziołka przy kościele św. Anny, na którym określono cele, zadania, strukturę i organizację. Przewodniczącym Komitetu z upoważnienia prymasa Polski został bp Władysław Miziołek, jego zastępcą kapelan franciszkanek z kościoła św. Marcina, ks. Bronisław Dembowski, późniejszy biskup włocławski, a sekretarzem ks. Józef Maj.

### Szturm milicji na siedzibę Komitetu na Piwnej
Mimo zgody aparatu władzy na działalność Komitetu, państwo starało się ją w różny sposób ograniczać. Najczęściej odbywało się to niejawnie (np. poprzez zastraszanie jego członków). Do najbardziej drastycznej formy przeciwdziałania aktywności Komitetu doszło 3 maja 1983, kiedy to nieumundurowani funkcjonariusze oddziałów specjalnych MSW dokonali najścia na pomieszczenia Komitetu w klasztorze. Zdemolowano lokal, niszcząc zagraniczne leki (trudno dostępne w owym czasie), uprowadzono i pobito sześciu opozycjonistów (m.in. Łukasza Kądzielę, Wojciecha Sawickiego, Jacka Sieradzkiego i Włodzimierza Żarneckiego). Ponadto pobito Barbarę Sadowską i dlatego na pogrzebie swojego syna Grzegorza Przemyka miała rękę na temblaku. Z dokumentów Służby Bezpieczeństwa wynika, że akcją oddziału antyterrorystycznego ZOMO kierowali Edward Misztal i Janusz Smuga. 

## Charakterystyka
Większość zespołu Komitetu stanowili intelektualiści. Osoby współpracujące z nimi wywodziły się głównie z ludzi, którym udało się uniknąć internowania, bądź też które zostały zwolnione za wstawiennictwem prymasa Polski. Większość ludzi, którzy zgłosili chęć pracowania w Komitecie, nie posiadała odpowiednich kwalifikacji do pracy w charakterze wolontariusza, z wyjątkiem prawników czy lekarzy.
Komitet pracował w licznych nieformalnych sekcjach, zajmujących się wybranym obszarem działania proporcjonalnie rozłożonym na wybranym zagadnieniu oraz skupionych wokół odpowiednich ludzi. W strukturze Komitetu powstały następujące główne sekcje (łącznie powstało 12 sekcji specjalistycznych): 
- informacyjna
- pomocy prawnej
- pomocy materialnej uwięzionym
- pomocy materialnej rodzinom
- pomocy duszpasterskiej
- medyczna
- ogólno-administracyjna

Działalność Komitetu skupiła się na realizacji głównych potrzeb, wytyczonych w sekcjach. Gromadzono i udzielano zainteresowanym rodzinom informacji o osobach internowanych, o ich miejscu pobytu i sytuacji. Udzielano pomocy materialnej (zapomogi, odzież, paczki żywnościowe, środki higieniczne). Zorganizowano dla pozbawionych wolności opiekę duszpasterską i moralną. Informowano osoby zgłaszające się o przysługujących im i ich bliskim uprawnieniach i o sposobie ich egzekwowania. Zorganizowano pomoc medyczną.
21 grudnia 1981 prymas Polski skierował pismo do premiera Wojciecha Jaruzelskiego z prośbą o umożliwienie wszystkim kuriom biskupim zorganizowania posługi duszpasterskiej z mszami świętymi włącznie w okresie świątecznym w miejscach pobytu internowanych, na którą wyrażono zgodę. Ponad 40 księży pełniło stałą posługę duszpasterską w ośrodkach internowania. 
Szacuje się, że pomoc Komitetu objęła około 7500 internowanych w 49 ośrodkach. Komitet wysłał paczki osobom więzionym bezpośrednio do ośrodków internowania, bądź też przekazywał je poszkodowanym rodzinom. Pomoc objęła również zapomogi pieniężne dla osób skazanych przez sądy lub Kolegia do spraw wykroczeń, którym zasądzono grzywny obejmujące skazania z przyczyn politycznych. W latach 1981–1982 udzielono ponadto pomocy w trybie regularnym bądź jednorazowym około 1500 osobom, które stanowili pozbawieni wolności, osoby stopniowo zwalniane z internowania, więzienia lub ich rodziny.  
W okresie od marca do grudnia 1982 regularnie dwa razy w tygodniu odwiedzał ambulatorium ośrodka odosobnienia w Białołęce lekarz, dostarczając leki i zbierając informacje o ewentualnych chorych. Od końca kwietnia 1982 do połowy lipca 1983 lekarze Komitetu jeździli także do ośrodka odosobnienia w Łowiczu. Podobnie było również w innych ośrodkach odosobnienia. Warto dodać, że Komitet dysponował pewną ilością leków zagranicznych, przychodzących ze zorganizowanych transportów.
Władze państwowe umożliwiły dla siedmiu osób z Komitetu, przydzielając im formalne dokumenty umożliwiające dostanie się do ośrodków odosobnienia i zapoznanie się z sytuacją poszkodowanych. Przedstawiciele Komitetu odwiedzali te obozy mniej więcej regularnie co sześć tygodni, współdziałając z powołanymi następnie strukturami Komitetów na szczeblach poszczególnych diecezji. Z czasem pomoc objęła (ze względów humanitarnych) również więźniów kryminalnych w zakładach karnych. 
Ogólnie na potrzeby osób pozbawionych wolności Komitet przekazał 110 kartonów z lekarstwami, około 200 worków z odzieżą, wiele ton jabłek, około 800 kg cebuli. Poza tym około 200 000 paczek indywidualnych z materiałami higienicznymi oraz bielizną, jak również papierosy, około 1600 paczek świątecznych z opłatkami. Wysłano 94 transporty zbiorowe do ośrodków odosobnienia w Białołęce oraz 126 transportów do innych ośrodków odosobnienia.
Zorganizowano pomoc dla osób zwalnianych z zakładów pracy z przyczyn politycznych oraz objęto pomocą dzieci rodzin poszkodowanych organizując dla nich odpoczynek w czasie wakacji. Komitet zajmował się także szukaniem pracy dla zwolnionych z aresztu, którzy zostali jej pozbawieni. Sekcję taką utworzyła Teresa Stempień przy kościele św. Katarzyny przy ul. Fosy 17 w Warszawie. Ponadto Komitet pomógł grupie ponad 1400 osób, która zdecydowała się na emigrację.
Komitet interweniował, zabiegając o wcześniejsze uwolnienie w sytuacjach szczególnych w Sekretariacie Episkopatu Polski, który następnie podejmował inicjatywę prowadząc dalsze starania u władz państwowych. 
Delegowani przedstawiciele Komitetu uczestniczyli w rozprawach sądowych różnych szczebli służąc pomocą bezinteresownych adwokatów broniących poszkodowanych.
Cały system pomocy był koordynowany z powołanymi strukturami diecezjalnymi w 16 diecezjach, przez powołane przez poszczególnych biskupów komitety pomocy rozłożone następnie na poszczególnych proboszczów w parafiach lub przełożonych niektórych klasztorów. Akcja Komitetu była wspólnym wynikiem działań hierarchów kościoła oraz duszpasterzy a także świeckich, którzy w wyniku licznych inicjatyw dostarczyli odzież, żywność czy lekarstwa w spontanicznym odruchu dobrej woli służąc poszkodowanym. Większość darów zgromadzonych przez Komitet na Piwnej 9 pochodziło z transportów zagranicznych. Nie zabrakło także ludzi – głównie mieszkańców Warszawy – którzy przynosili dary, na które było największe zapotrzebowanie.
W wyniku zawieszenia stanu wojennego z końcem 1982 i opuszczeniu przez ostatnich internowanych ośrodka w Darłówku 23 grudnia 1982, stopniowo działalność Komitetu zaczęła słabnąć lub zmieniła swój charakter i 15 września 1983 Komitet został przemianowany na Prymasowski Komitet Charytatywno-Społeczny, zamykając tym samym kartę działalności Prymasowskiego Komitetu Pomocy Osobom Pozbawionym Wolności i ich Rodzinom.

## Członkowie
W Komitecie działali m.in.: Władysław Rodowicz, Anna Fedorowicz, Jacek Fedorowicz, Janina Hyciek-Brzozowska, Barbara Sadowska, Anna Teresa Szymańska, Przemysław Burchard, Filip Grzejszczyk, Wojciech Sawicki, Jacek Sieradzki, Halina Skrobiszewska, Maria Korniłowicz, Ligia Grabowska, Ligia Iłłakowicz-Grajnert, Ludwika Wujec, Anatol Lawina, Anna Trzeciakowska, Barbara Tchórzewska, Maria Sułowska-Dmochowska, Anna Tymowska-Umińska czy Jacek Trela. Zaangażowali się także znani aktorzy:  Maja Komorowska, Danuta Szaflarska, Daniel Olbrychski czy Kalina Jędrusik.

## Upamiętnienie
- Na ścianie kościoła św. Marcina przy ul. Piwnej 9 w Warszawie wmurowano okolicznościową tablicę pamiątkową
- W 2005 nakręcono film dokumentalny w reżyserii Michała Bukojemskiego pt. Komitet na Piwnej. Opowieści, poświęcony jego historii[18]
- 16 grudnia 2006 na Zamku Królewskim w Warszawie odbyła się uroczysta sesja z okazji 25. rocznicy powstania Komitetu[19]. W sesji tej uczestniczyli m.in. byli członkowie Komitetu, którzy sporządzone w czasie jego działalności dokumenty przekazali do Archiwum Akt Nowych[19]. Dokumenty te zawierają m.in.: kartotekę osób represjonowanych, wspomnienia i relacje świadków, a także informacje o 93 osobach zamordowanych w czasie stanu wojennego[19]. Ponadto represje, jakie były stosowane w okresie stanu wojennego wobec osób internowanych, informacje z więzień o nieludzkich warunkach, w jakich przetrzymywano kobiety, również opisano tam tzw. „ścieżki zdrowia”[19]. Przez 22 lata archiwum przechowywał ks. prałat Józef Maj w piwnicach warszawskiej parafii św. Katarzyny, gdzie był proboszczem[19].
- W grudniu 2011 rzeczniczka praw obywatelskich Irena Lipowicz nadała Komitetowi Honorową Odznakę „Za Zasługi dla Ochrony Praw Człowieka”, którą złożyła na ręce bp. Bronisława Dembowskiego, byłego wiceprzewodniczącego Komitetu[20]